# Ann B. Davis
Pour les articles homonymes, voir Davis.
Ann Bradford Davis,  née le 5 mai 1926 à Schenectady dans l'État de New York et morte à San Antonio au Texas le 1er juin 2014 (à 88 ans), est une actrice de télévision américaine.
Au cours de sa carrière, elle est récompensée à deux reprises par le Primetime Emmy Award de la meilleure actrice dans un second rôle dans une série télévisée comique, pour avoir joué le personnage de Charmaine "Schultzy" Schultz, dans The Bob Cummings Show, et de deux autres prix (TV Land Awards) pour celui d'Alice Nelson dans le show télévisé The Brady Bunch de 1969 à 1974, puis dans les films et les séries dérivés.

## Biographie

### Débuts
Native de Schenectady au sein d'une fratrie de trois enfants, son père, Cassius Miles Davis, et sa mère Marguerite Scott Davis, déménagent à Érié en Pennsylvanie alors qu'elle n'a que trois ans. Elle sort diplômée de Strong Vincent High School en 1944. Après avoir envisagé des études de médecine, Ann choisit de se tourner vers le monde de la scène. Elle obtient un diplôme d'art dramatique et de la parole à l'Université du Michigan d'Ann Arbor en 1948.

### The Bob Cummings Show: premiers succès
Ann fait ses débuts dans des salles de théâtre locales et effectue des tournées pour jouer dans des comédies musicales. 1955 marque l'envol de sa carrière : repérée par un directeur de casting, elle est choisie pour interpréter un personnage de secrétaire du nom de Charmaine "Schultzy" Schultz, dans la série télévisée comique The Bob Cummings Show. L'émission dure quatre ans, de 1955 à 1959, et Ann voit son travail récompensé par l'obtention de deux Primetime Emmy Award de la meilleure actrice dans un second rôle dans une série télévisée comique. Elle est honorée d'une étoile sur le Hollywood Walk of Fame en 1960. Au cours de la décennie, elle décroche des rôles au cinéma, notamment dans la comédie romantique Un pyjama pour deux.

### The Brady Bunch: la consécration
Le lancement de la série The Brady Bunch, à partir de 1969, offre à Ann son rôle le plus célèbre. Elle incarne Alice Nelson, une femme de chambre chargée de nettoyer les dégâts causés au sein de la famille Bunch. Le personnage, aimable et dévoué envers ses employeurs tout en développant un caractère comique, devient populaire et accompagne les principaux acteurs, Florence Henderson et Robert Reed durant toute la série. Vêtue d'un uniforme bleu et blanc caractéristique, elle assure la stabilité de la famille recomposée, dont elle tempère les différends. Lorsque la série prend fin en 1974, Ann participe aux spin-offs qui en découlent (The Brady Bunch Variety Hour, The Brady Brides et A Very Brady Christmas), mais son personnage évolue sentimentalement et finit par se marier. En 1995, La Tribu Brady se présente comme une suite de la série culte. Bien qu'Ann ne reprenne pas son rôle d'Alice Nelson, tenu par Henriette Mantel, elle fait toutefois une apparition dans un petit rôle de camionneuse nommée Schultzy, en hommage au personnage qu'elle jouait dans la série The Bob Cummings Show.

### Retrait et engagements
En 1976, Ann choisit de mettre fin à sa carrière cinématographique pour renouer avec la foi chrétienne en intégrant une communauté religieuse évangélique à Denver, dans le Colorado. Elle déménage par la suite à San Antonio, au Texas, où elle s'établit définitivement. Malgré son retrait des écrans, elle continue à faire de petites apparitions dans des séries télévisées et au théâtre. Elle intervient à Broadway dans les années 1990 pour jouer dans la comédie musicale Crazy for You.
Très active au sein de l'United Service Organizations, Ann effectue plusieurs voyages en Asie du sud-est, notamment au Vietnam, en Thaïlande et en Corée.
Elle publie un livre de recettes intitulé Alice's Brady Bunch Cookbook en 1994.
Le 1er juin 2014, elle meurt des suites d'une chute accidentelle dans sa salle de bains. Elle était âgée de 88 ans.

## Filmographie

### Cinéma
- 1955 : Au service des hommes : Ruby Coleman (non créditée)
- 1956 : Les rois du jazz : Hattie Stewart (non créditée)
- 1960 : Pepe : Schultzy (créditée Ann B. 'Schultzy' Davis)
- 1961 : All Hands on Deck de Norman Taurog : Nobby
- 1961 : Un pyjama pour deux : Millie
- 1994 : Y a-t-il un flic pour sauver Hollywood? : Ann B. Davis
- 1995 : La Tribu Brady : Schultzy, la camionneuse

### Télévision
- 1955 - 1959 : The Bob Cummings Show (série télévisée) : Charmaine 'Schultzy' Schultz (155 épisodes)
- 1956 : Matinee Theatre (série télévisée) : Peg Miller (épisode Belong to Me)
- 1956 : Lux Video Theatre (série télévisée) : Miss Killicat (épisode The Wayward Saint)
- 1960 : La Grande Caravane (série télévisée) : Mrs. Foster (épisode The Countess Baranof Story)
- 1962 : Le Gant de velours (série télévisée) : Elizabeth MacBaine (épisode Wherefore Art Thou, Romeo?)
- 1963 : McKeever & the Colonel (série télévisée) : Sgt. Gruber (épisode Too Many Sergeants)
- 1964 : Bob Hope Presents the Chrysler Theatre (série télévisée) : Matha (épisode Wake Up, Darling)
- 1965 - 1966 : The John Forsythe Show (série télévisée) : Miss Wilson (29 épisodes)
- 1966 : The Pruitts of Southampton (série télévisée) : Mrs. Derwin (épisode Phyllis Takes a Letter)
- 1968 : Insight (série télévisée) : Pat (épisode The Late Great God)
- 1969  - 1974 : The Brady Bunch (série télévisée) : Alice Nelson (117 épisodes)
- 1970 - 1973 : Love, American Style (série télévisée)
- 1971 : Big Fish, Little Fish (TV) : Hilda Rose
- 1973 : The World of Sid & Marty Krofft at the Hollywood Bowl (TV) : membre de l'audience (non créditée)
- 1974 : Only with Married Men (TV) : Mola (non créditée)
- 1976  - 1977 : The Brady Bunch Variety Hour (série télévisée) : Alice Nelson
- 1980 : La croisière s'amuse : Agnes (épisode Invisible Maniac/September Song/Peekaboo)
- 1981 : The Brady Girls Get Married (TV) : Alice Nelson
- 1981 : The Brady Brides (série télévisée) : Alice Nelson
- 1988 : A Very Brady Christmas (TV) : Alice Nelson
- 1989 : Day by Day (série télévisée) : Alice Nelson (épisode A Very Brady Episode)
- 1990 : The Bradys (série télévisée) : Alice Nelson
- 1991 : Hi Honey, I'm Home (série télévisée) : Alice Nelson (épisode SRP)
- 1997 : Something So Right (série télévisée) : Maxine (épisode Something About Inter-Ex-Spousal Relations)